# 茶の味
『茶の味』（ちゃのあじ、英題：The Taste Of Tea）は、2004年製作の日本映画。
『鮫肌男と桃尻女』や『PARTY7』を監督した石井克人が4年の歳月を経て完成させた作品。日本の美しい里山の自然を背景に、前2作とは対照的に、どこかユーモラスな家族の日常風景を描く。撮影は栃木県茂木町で行われた。
2004年カンヌ国際映画祭監督週間オープニング作品。

## スタッフ
- エグゼクティブ・プロデューサー - 飯泉宏之
- プロデューサー - 滝田和人、和田倉和利
- 原作・脚本・監督・編集 - 石井克人
- 撮影 - 松島孝助
- 音楽 - リトルテンポ
- 照明 - 木村太郎
- 美術 - 都築雄二
- 録音 - 森浩一
- スタイリスト - 宇都宮いく子
- CGディレクター - 林田宏之

## キャスト
- 春野幸子 - 坂野真弥
- 春野一 - 佐藤貴広
- 春野アヤノ - 浅野忠信
- 春野美子 - 手塚理美
- 轟木アキラ - 我修院達也
- 鈴石アオイ - 土屋アンナ
- 寺子アキラ - 中嶋朋子
- 春野ノブオ - 三浦友和
- 轟木一騎 - 轟木一騎
- 守山モリオ（ダンサー） - 森山開次
- 浜田山六太郎（流星警備員） - 加瀬亮
- 星野マキ（流星警備員） - 水橋研二
- 春日部（アニメ監督） - 庵野秀明
- 大宮（アニメ監督助手） - 岡田義徳
- 小島（アニメ会社社員） - 小島伸也
- 刺青の男 - 寺島進
- ジュン（CMディレクター） - 武田真治
- ナレーション／山田映子（女性患者） - 和久井映見
- 映写技師 - 草彅剛
- ホタル - 相武紗季
- ドンビ（東京ドンビコンビ） - 堀部圭亮
- コンビ（東京ドンビコンビ） - 野村佑香
- 検察課の男 - 田中要次
- 安田 - 久世浩
- カメラ小僧／司会者／映写技師助手 - 三木俊一郎
- マンガ編集者 - 櫻井映子
- 小学校教頭 - 田中星児
- 進行役の女の先生 - 尾野真千子
- 村上 - 村田貴輝
- 不良学生（松ケンさん） - 松山ケンイチ
- 担任の先生 - 志賀廣太郎
- 囲碁部部長 - 高橋一生
- ドンコ刑事 - 森下能幸
- バン刑事 - 関根大学
- 菊池百合子 - 菊地凛子

## 主題歌・劇中歌
- 主題歌「茶の味」
  - 作詞 - 藤田陽子
  - 作曲 - 土生“TICO”剛
  - 演奏 - リトルテンポ&藤田陽子

- 劇中歌「山よ」
  - 作詞 - 石井克人
  - 作曲 - 石井克人・櫻井映子
  - 編曲 - 櫻井映子
  - 歌唱 - 我修院達也&轟木一騎
  - コーラス - デューク・エイセス
  - MIX - 栄田全晃